# 1162 Larissa
Az 1162 Larissa (ideiglenes jelöléssel 1930 AC) egy kisbolygó a Naprendszerben. Karl Wilhelm Reinmuth fedezte fel 1930. január 5-én, Heidelbergben.